# Cesny-les-Sources
Cesny-les-Sources és un municipi nou de França, creat l'1 de gener de 2019 com a resultat de la fusió de Cesny-Bois-Halbout,  Acqueville, Angoville, Placy i Tournebu. El 2019 tenia 1.338 habitants. La seva seu administrativa es troba al municipi delegat de Cesny-Bois-Halbout.
La seu del municipi nou de Cesny-les-Sources es troba a l'antiga leproseria que va ser restaurada i adaptada a la nova funció.